# Carlos Pardo
Carlos Pardo, född 16 september 1975 i Mexico City, död 14 juni 2009 i Amozoc de Mota, Puebla, var en mexikansk racerförare.

## Racingkarriär
Pardo blev mästare i den första upplagan av Mexikos nationella NASCAR-serie 2004, och deltog i NASCAR:s truckdivision i USA i några tävlingar under 2006. Pardo avled i en sidokollision med barriären i Puebla 2009, vilket orsakades av en kollision med Jorge Goeters. Pardo ledde tävlingen när det skedde, och eftersom tävlingen blev rödflaggad vann han postumt racet. Han avled på sjukhuset inom 45 minuter efter smällen.